# Menuts

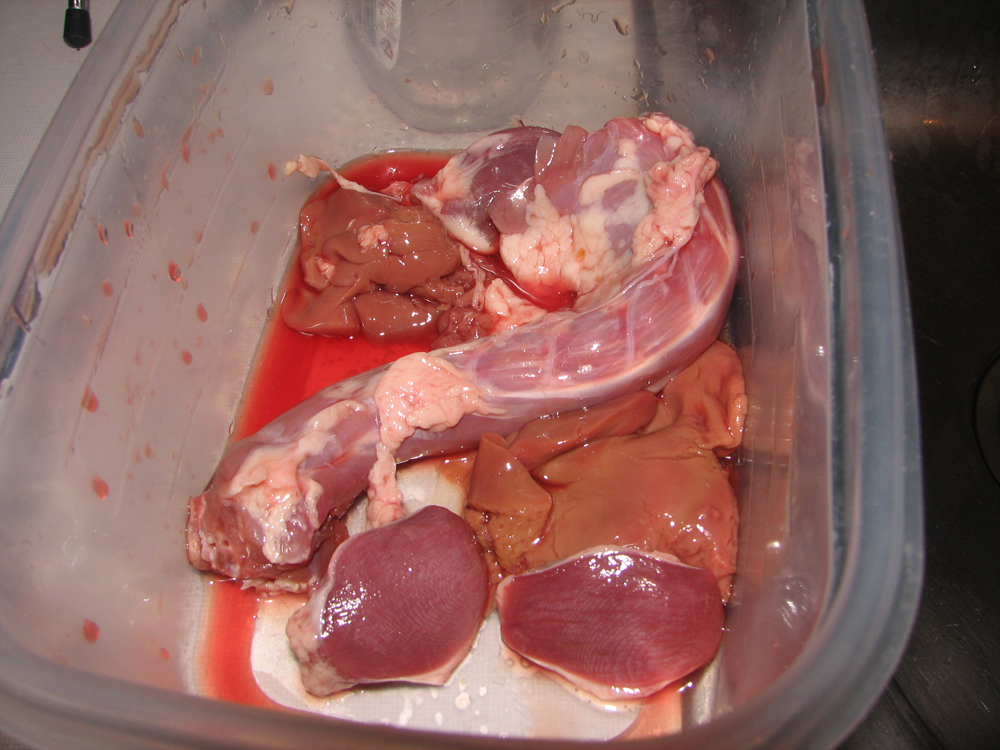
Menuts i coll d'ànec crus.

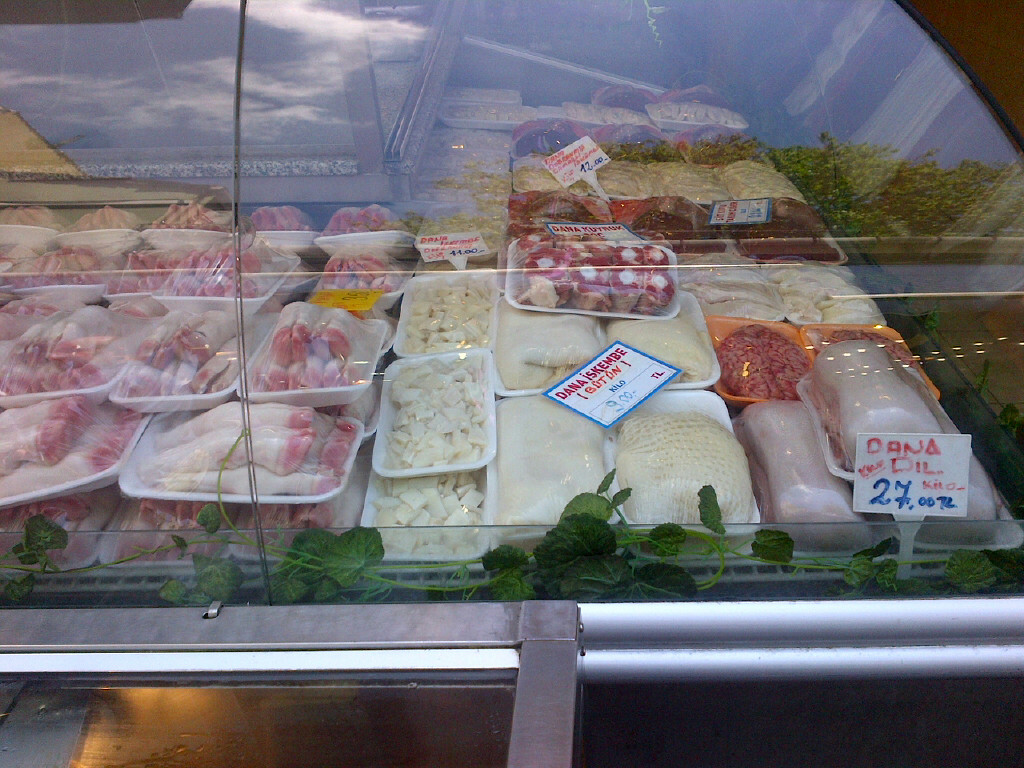
Llengua de vaca, kuzu paça, işkembe (tripa), cua de brau i altres menuts al mercat històric de Kadıköy, Istanbul.

Els menuts, les menudències, menúncies o menudalles són les vísceres comestibles d'animal sacrificat que no formen part de la canal, incloent-hi típicament el cor, la morella, el fetge i altres òrgans interns. El terme és solament d'ús culinari.
L'aviram venut sencer en carnisseries sol incloure els menuts dits també biatilles al Rosselló (de vegades, en una bossa en la cavitat corporal). Encara que no cap dins la definició anterior, el coll s'hi inclou sovint, puix que s'ha de separar del cos durant el procés de preparació.
Diverses receptes empren menuts. Si s'estofa aviram, tradicionalment els menuts es piquen i s'afegeixen al farciment, si bé algunes autoritats sanitàries recomanen de coure'ls a part. També es poden usar per a altres plats, com les patates emmascarades catalanes o el gravy de menuts típic del sud dels Estats Units. El fetge no se sol amanir amb espècies, ja que el seu gust fort tendeix a dominar el d'altres ingredients. Els menuts també serveixen en receptes de fetge, com el paté o el yakitori o també per a elaborar alicot, un estofat francès. També s'utilitzen per elaborar les salsitxes. Molt d'aviram, especialment aquell venut en els supermercats, s'espedaça i, per tant, no inclou els menuts, que hom pot comprar separadament en la carnisseria. Tanmateix, la demanda és baixa en la major part dels països occidentals, per això tot sovint es ven per a elaborar menjar destinat als animals de companyia.